# L'Albère
L'Albère (catalansk: L'Albera) er en kommune i departementet Pyrénées-Orientales i Sydfrankrig med to små landsbyer Saint-Martin (Sant Marti de Montforcat) i den sydlige del og Saint-Jean (Sant Joan de l'Albera) i den nordlige del.

## Geografi
L'Albère ligger, som navnet antyder, i Albère-bjergene, der er en del af Pyrenæerne, 38 km syd for Perpignan. Nærmeste by fra Saint-Jean er mod sydvest Le Perthus (6 km). Den sydlige del af kommunen grænser op til Spanien. Det meste af l'Albère er dækket af skov.

## Historie
Saint-Martin nævnes første gang i 844 og Saint-Jean i 1089.
L'Albère kommune blev i 1837 slået sammen med Les Cluses og Le Perthus, men sammenlægningen holdt kun til 1851, da de igen blev delt .

## Borgmestre
| Navn                       | Periode     |
| -------------------------- | ----------- |
| Sylvestre Vilallongue      | 1795 - 1801 |
| Jacques Oriol              | 1802-1813   |
| Joseph Reste               | 1813-1830   |
| Jacques Oriol              | 1831-1834   |
| Joseph Reste fils          | 1835-1877   |
| Albert Oriol               | 1878-1884   |
| Gustave Tarres             | 1885-1887   |
| Auguste Vinyes             | 1888-1904   |
| Justin Besombes            | 1904-1934   |
| Antoine de Besombes-Singla | 1935-1971   |
| Pierre de Besombes-Singla  | 1971-2013   |
| Marc de Besombes-Singla    | 2013 -      |

## Demografi

### Udvikling i folketal
Befolkningstallet toppede i første halvdel af det 19. århundrede med næsten 400 indbyggere. Derefter gik det jævnt ned af bakke til 1980'erne, hvorefter det er steget lidt igen.
| 1962                                                              | 1968 | 1975 | 1982 | 1990 | 1999 | 2007 | 2009 | 2014 |
| ----------------------------------------------------------------- | ---- | ---- | ---- | ---- | ---- | ---- | ---- | ---- |
| 60                                                                | 61   | 62   | 50   | 54   | 69   | 74   | 83   | 81   |
| Tal fra og med 1962 er uden dobbelttælling (sans doubles comptes) |      |      |      |      |      |      |      |      |